# Гамильтон (тауншип, округ Мерсер, Нью-Джерси)
Гамильтон (англ. Hamilton) ― тауншип и самый густонаселенный муниципалитет в округе Мерсер, штат Нью-Джерси, США. Это самый крупный пригород Трентона, столицы штата, который расположен к западу от города. По данным Бюро переписи населения США, тауншип расположен в пределах городской агломерации Нью-Йорк, но непосредственно граничит с городской агломерацией Филадельфия и является частью рыночной зоны Филадельфии, обозначенной Федеральной комиссией по связи. По данным переписи населения США 2020 года, население тауншипа составляло 92 297 человек, это самый высокий показатель за все десятилетие и увеличение на 3833 человека (+4,3%) по сравнению с 88 464 человеками, зарегистрированными по переписи 2010 года, что, в свою очередь, отражает увеличение на 1355 человек (+1,6%) по сравнению с 87 109 человеками, зарегистрированными по переписи 2000 года. В 2010 и 2020 годах тауншип был девятым по величине муниципалитетом штата, после того как в 2000 году занимал 10-е место.

## История
Гамильтон был включён в состав тауншипа законодательным актом штата Нью-Джерси от 11 апреля 1842 года из части ныне несуществующего Ноттингемского тауншипа. Части городка были объединены в Чемберсбург 1 апреля 1872 года и присоединены к Трентону в 1888 году, а 24 апреля 1891 года ― к Уилбуру и присоединены к Трентону в 1898 году. Городок Гамильтон получил свое название от деревни Гамильтон-сквер, которая, возможно, была названа в честь Александра Гамильтон.
В 2006 году издание Morgan Quitno Press назвало городок Гамильтон 18-м по безопасности городом в Соединенных Штатах из 369 городов по всей стране. В опросе компании, проведенном в 2005 году, городок занял 15-е место по безопасности среди 354 городов, опрошенных по всей стране.

## География
По данным Бюро переписи населения США, общая площадь тауншипа составляет 40,31 квадратных миль (104,41 км2), из которых 39,44 квадратных миль (102,14 км2) занимает суша, а 0,87 квадратных миль (2,26 км2) ― вода (2.17%).

## Климат
Согласно климатической классификации Кеппена, в городке Гамильтон преобладает влажный субтропический климат (Cfa).

## Парки и зоны отдыха

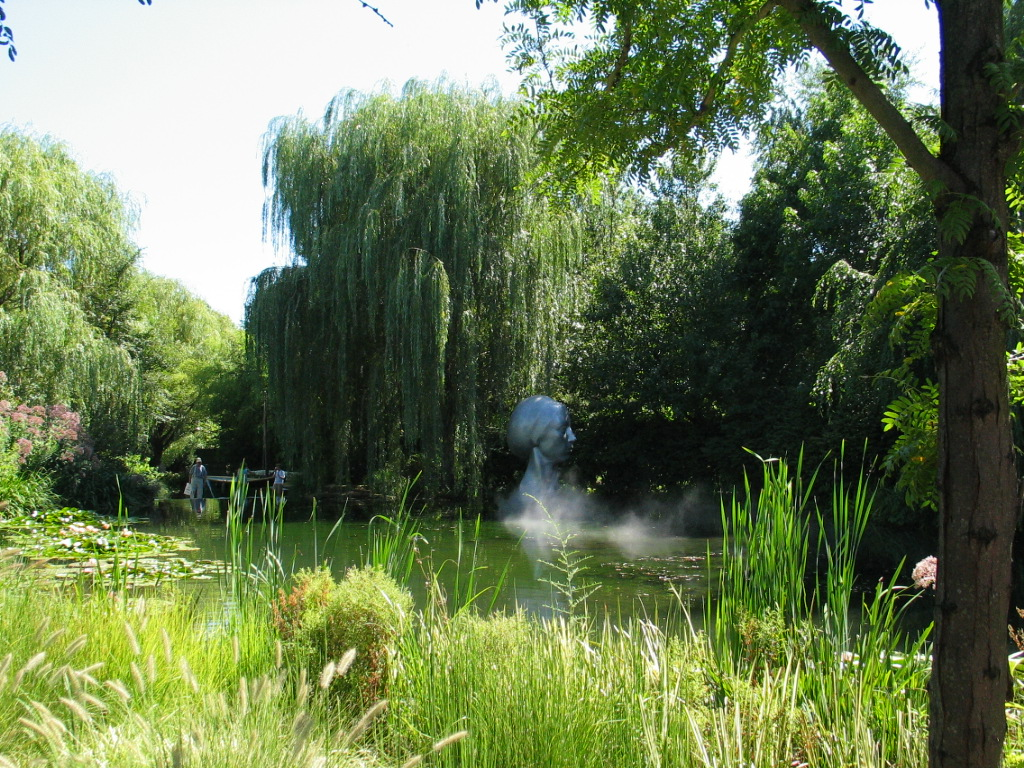
Площадка для скульптуры, расположенная в городке Гамильтон

В Гамильтоне находится один из крупнейших парков отдыха в штате и он граничит с другими. Муниципальный парк ветеранов занимает площадь 350 акров (1,4 км2) и полностью расположен на территории городка. Парк округа Мерсер граничит с тауншипом на севере и охватывает 2500 акров (10 км2) земли, которая была разделена между тауншипом Гамильтон, а также соседними тауншипами Лоуренс и Уэст-Виндзор. На территории парка находится озеро Мерсер, одно из крупнейших искусственных озер в штате, которое было построено в результате федерального проекта по борьбе с наводнениями, направленного на предотвращение наводнений в Трентоне вдоль ручья Ассанпинк, с удалением гравия для углубления бассейна озера, используемого в рамках строительства автомагистралей 95 и 195.
Парк скульптур The Grounds for Sculpture представляет собой парк скульптур площадью 42 акра (170 000 м²), в котором расположено более 270 скульптур, садов, водных объектов и других природных объектов. Миссия организации заключается в популяризации искусства и скульптуры.
Ботанический сад Сайен Парк назван в честь Фредерика Сайена, потому что изначально это была его земля и его дом.
Джордж Вашингтон использовал Квакербридж-роуд во время своего знаменитого ночного марша из Второй битвы при Трентоне на пути к битве при Принстоне.